# Paramount Pictures

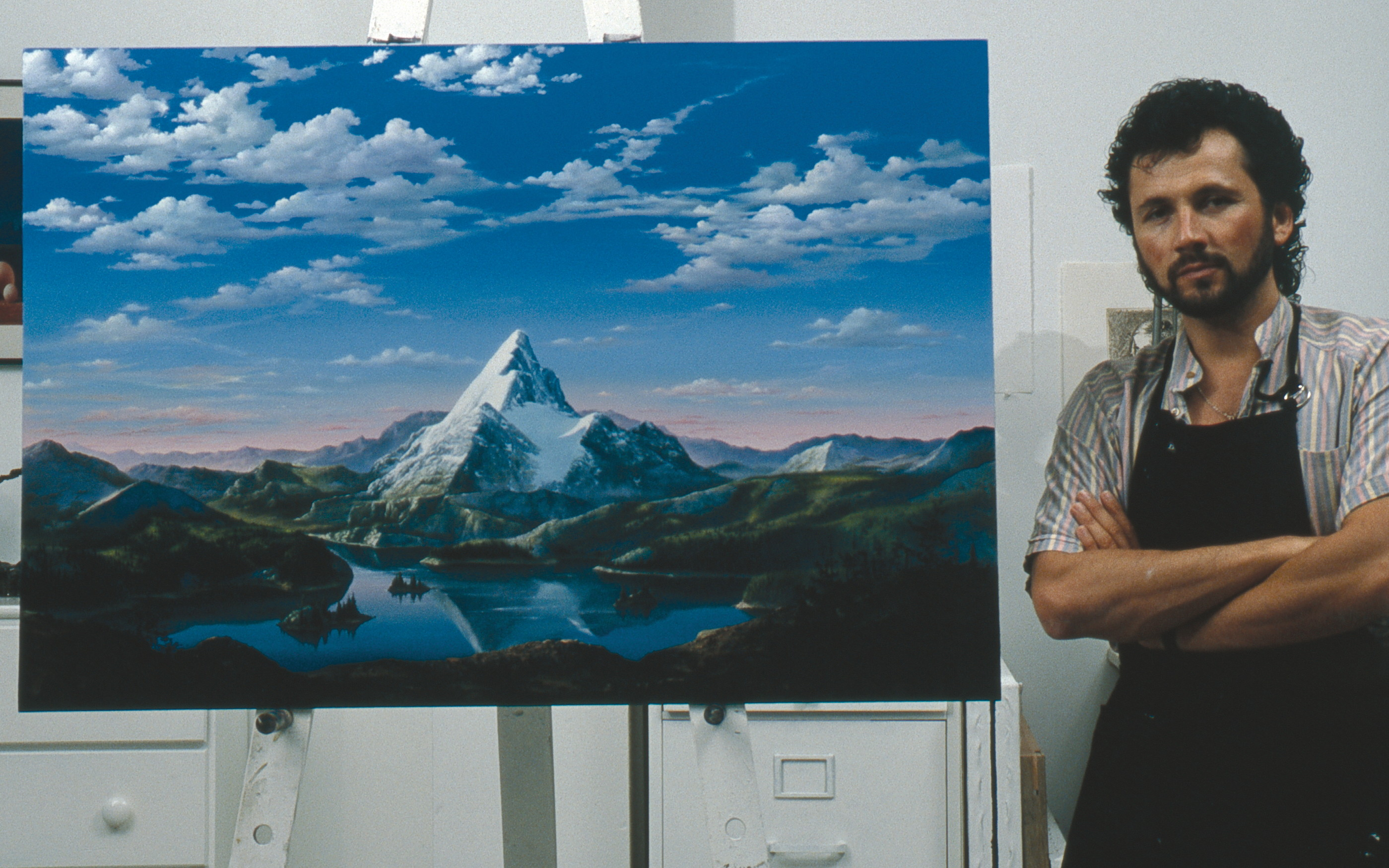
Der Künstler Dario Campanile vor seinem Logo-Neuentwurf für Paramount anlässlich des 75-jährigen Bestehens des Unternehmens. Das Bild ist in den Paramount Studios ausgestellt. Als Vorlage für den Berg könnte der Artesonraju in den peruanischen Anden dienen.

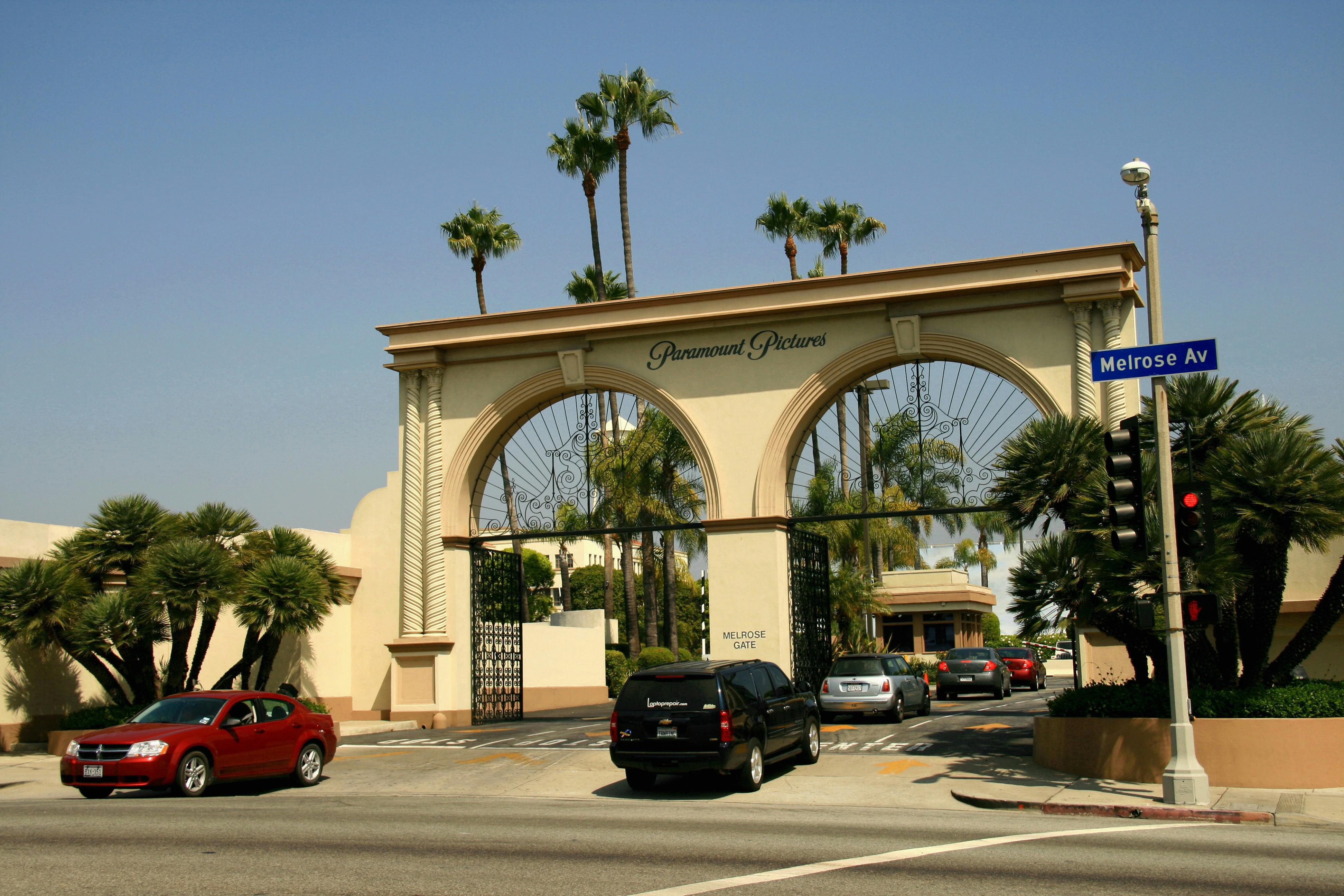
Das Eintrittstor zu den Paramount Pictures an der Melrose Avenue

Paramount Pictures Corporation, geschäftlich tätig als Paramount Pictures (oder kurz Paramount) ist eine US-amerikanische Filmproduktionsgesellschaft sowohl für Kino- als auch Fernsehfilme und -serien. Die Gesellschaft ist Teil des Paramount-Skydance-Corporation-Konzerns. Das Unternehmen gehört zu den fünf Major-Studios.

## Die Anfänge 1912 bis 1933
Die Wurzeln von Paramount (deutsch: „überragend“) reichen bis in das Jahr 1912 zurück, als Adolph Zukor aus den Profiten, die er aus dem Verleih des Films Königin Elisabeth von England (Queen Elizabeth) mit Sarah Bernhardt erzielte, die Famous Players Film Company gründete. Der größte Star des Studios war Mary Pickford, und bereits 1914 übertrug Zukor den Verleih seiner Filme auf die neu gegründete Paramount Pictures Corporation, zu deren Mitbegründern Jesse L. Lasky und William Wadsworth Hodkinson gehörten. Hodkinson war bereits ein Veteran aus den Zeiten der General Film Company und eng verbandelt mit dem Edison’s Trust. Paramount übernahm auch den Verleih für die Filme der Feature Play Company von Jesse L. Lasky, die er 1913 gemeinsam mit Samuel Goldfish (später Samuel Goldwyn) und Cecil B. DeMille gegründet hatte. Die neue Gesellschaft hatte bereits mit dem ersten Film, The Squaw Man, dem ersten abendfüllenden Spielfilm aus Hollywood, einen durchschlagenden Erfolg.
1916 hatten Lasky und Zukor die Mehrheit an der Unternehmung und warfen Hodkinson hinaus. Die Paramount wurde zur Famous Player-Lasky Corporation mit Zukor als Präsidenten und Lasky als Vizepräsidenten. In den nächsten Jahren fusionierten noch 12 weitere Gesellschaften mit Famous Players-Lasky, die sich bald auch einen eigenen Vertriebskanal eröffneten, indem sie die Kinoketten von Artcraft und Paramount Publix Corporation übernahmen. Über die Jahre wurde die Paramount so zur mächtigsten Verleihgesellschaft der USA. 1927 wurde die Gesellschaft in Paramount Famous Lasky Corporation und 1930 in Paramount Publix Corporation umbenannt.
Die Gesellschaft verdiente vor allem dank des größten Aufgebots an Stars mehr Geld als jede andere Filmgesellschaft. Als Reaktion und unter dem Schlachtruf Stop Zukor gründeten 1917 die freien Kinounternehmer Amerikas die First National, die von Paramount 1918 deren größte Kassenattraktion abwarben: Mary Pickford, die für ein Gehalt von über 1,1 Millionen US-Dollar im Jahr wechselte, nur um kurze Zeit später als selbständige Produzentin die United Artists mitzubegründen. 1924 kam mit der Gründung von Metro-Goldwyn-Mayer (MGM) ein echter Konkurrent auf, der schließlich 1928 höhere Profite aufwies als Paramount.
Zu den Stars der Zeit zählten Rudolph Valentino, Gloria Swanson, Pola Negri, Mary Miles Minter, Mae Murray, Clara Bow, Florence Vidor, Bebe Daniels, Lila Lee, Wallace Reid und Louise Brooks. Zu den Filmen der Zeit gehörten einige Meisterwerke von DeMille, so seine Badezimmerromanzen mit Gloria Swanson sowie einige Monumentalfilme wie DeMilles Die Zehn Gebote und James Cruzes The Covered Wagon. Ein Forte des Studios waren Gesellschaftskomödien von Regisseuren wie Ernst Lubitsch, Harry d’Abbadie d’Arrast und Malcolm St. Clair. Josef von Sternberg konnte hier seine Karriere beginnen. Mit dem Aufkommen des Tonfilms war Paramount zwar gezwungen, fast den gesamten Bestand an Stars innerhalb von gut zwei Jahren auszutauschen, trotzdem verdiente die Gesellschaft 1930, auf dem Höhepunkt der talkie craze unvorstellbare 18 Millionen US-Dollar und damit mehr als jede andere Gesellschaft bis 1946. Neue Stars des Studios waren Ruth Chatterton, Sylvia Sidney, Gary Cooper, Fredric March, Kay Francis und Miriam Hopkins und vor allem Marlene Dietrich. Neue Regisseure waren Dorothy Arzner und Rouben Mamoulian. Allerdings begann fast gleichzeitig der finanzielle Niedergang des Studios, das zunächst ein Vermögen für die technische Umrüstung seiner Kinokette hatte aufwenden müssen, ohne die Investitionen in der sich verschärfenden Depression wieder realisieren zu können. Die Verluste des Kinozweigs Paramount Publix sorgten im Jahr 1932 für einen Gesamtverlust von über 16 Millionen US-Dollar und die Bankrotterklärung im Folgejahr. 1935 erfolgte die Reorganisation unter dem Namen Paramount Pictures, Inc.

## 1933 bis 1994
Paramount Pictures wurde 1966 vom Mischkonzern Gulf and Western Industries (später Gulf+Western) übernommen. 1967 übernahm G+W auch das auf dem benachbarten Grundstück gelegene, von Lucille Ball und Desi Arnaz gegründete Studio Desilu Productions und legte es mit Paramount zusammen, womit auch die bei Desilu angesiedelte Fernsehserie Star Trek zu Paramount kam. Unter neuer Führung begann in den 1980ern G+W seine Industrie-Beteiligungen zu verkaufen und gab seine Diversifikation zugunsten einer Konzentration auf die Medienbeteiligungen auf. G+W änderte in der Folge 1989 ihren Namen in Paramount Communications.
1994 wurde Paramount Communications von Viacom aufgekauft und ist weiterhin für die Produktion und Distribution von Inhalten für Kino und Fernsehen zuständig.

## 1994 bis heute

Paramount Pictures
90. Jahrestag

Paramount Pictures stellte bis 2003 über 3000 Filme her, darunter Welterfolge wie Jäger des verlorenen Schatzes, Der Pate, Star Trek, Spiel mir das Lied vom Tod, Grease, Forrest Gump, Chinatown, Titanic oder Der Soldat James Ryan.
Außerhalb der USA betreibt Paramount Pictures zusammen mit Universal Pictures den Filmverleih United International Pictures (UIP), über welchen die meisten eigenen Titel vertrieben werden. Ein ähnliches Konstrukt bestand in Form von CIC Video auf dem Heimvideo-Markt. Aufgrund von Fusionen im Hause Universal und dem DVD-Boom machte Universal sich selbständig und übernahm das Geschäft von PolyGram Video. Nach Universals Rückzug aus CIC übernahm Paramount das Geschäft, welches seit Januar 2000 als Paramount Home Entertainment firmiert. Im Jahr 2015 begann eine erneute Kooperation mit Universal, bei der diese den Vertrieb von Paramount-Filmen im Homeentertaiment übernahmen.
Die Veröffentlichung von Leih- und Kaufvideos der Paramount Pictures erfolgt in Deutschland über die Paramount Home Entertainment (Germany) GmbH mit Sitz in Unterföhring bei München, wo sich auch der Kinoverleih Paramount Pictures Germany befindet. Vor dem 1. April 2005 befand sich der Firmensitz in Frankfurt am Main.
Zum 1. Januar 2006 erfolgte die Aufteilung des Mutterkonzerns Viacom in zwei getrennte Unternehmen, Paramount Pictures gehörte damit zur „neuen“ Viacom, Paramount Television dagegen zur CBS Corporation. Nach dem erneuten Zusammenschluss der „neuen“ Viacom und der CBS Corporation 2019 gehört Paramount zu Paramount Global (ehemals Viacom CBS).
2006 firmierte Paramount seine Tochtergesellschaft Paramount Classics in Paramount Vantage um. Des Weiteren wurden die Firmen MTV Films und Nickelodeon Movies Tochterunternehmen der Paramount Pictures Corporation.
2011 gründete Paramount die Niedrigbudget-Tochter Paramount Insurge, die als ersten Film Devil Inside veröffentlichte.
In den darauffolgenden Jahren gelang es Paramount trotz gelegentlicher großer Erfolge (vor allem mit der Mission Impossible-Reihe) nicht mehr, konstant gewinnbringende Filme zu veröffentlichen. Auch bis dato sehr erfolgreiche Marken wie Transformers oder Star Trek lieferten nicht mehr den gewohnten Erfolg, was schließlich dazu führte, dass Paramount die Anzahl an Kinoveröffentlichungen merklich reduzierte. Produktionen wie The Irishman oder auch Killers of the Flower Moon wurden (zumindest teilweise) an Streamingdienste wie Netflix und Apple TV+ abgetreten, um das finanzielle Risiko zu minimieren.
Im Oktober 2019 begann in Deutschland eine Zusammenarbeit mit Entertainment One Germany. Diese beinhaltet, dass Paramount die Kinoauswertung für eOne übernimmt.